# The Sentinel (Hügel)
The Sentinel (englisch für Der Wächter) ist ein 420 m hoher und felsiger Hügel auf der Insel Heard der Heard und McDonaldinseln im südlichen Indischen Ozean. Er ragt 1,3 km nordöstlich des Anzac Peak auf der Laurens-Halbinsel auf.
Wissenschaftler der Australian National Antarctic Research Expeditions nahmen 1948 Vermessungen und die Benennung vor. Namensgebend ist seine isolierte geographische Lage an der Zufahrt zur Atlas Cove.